# Conversie (rugby)

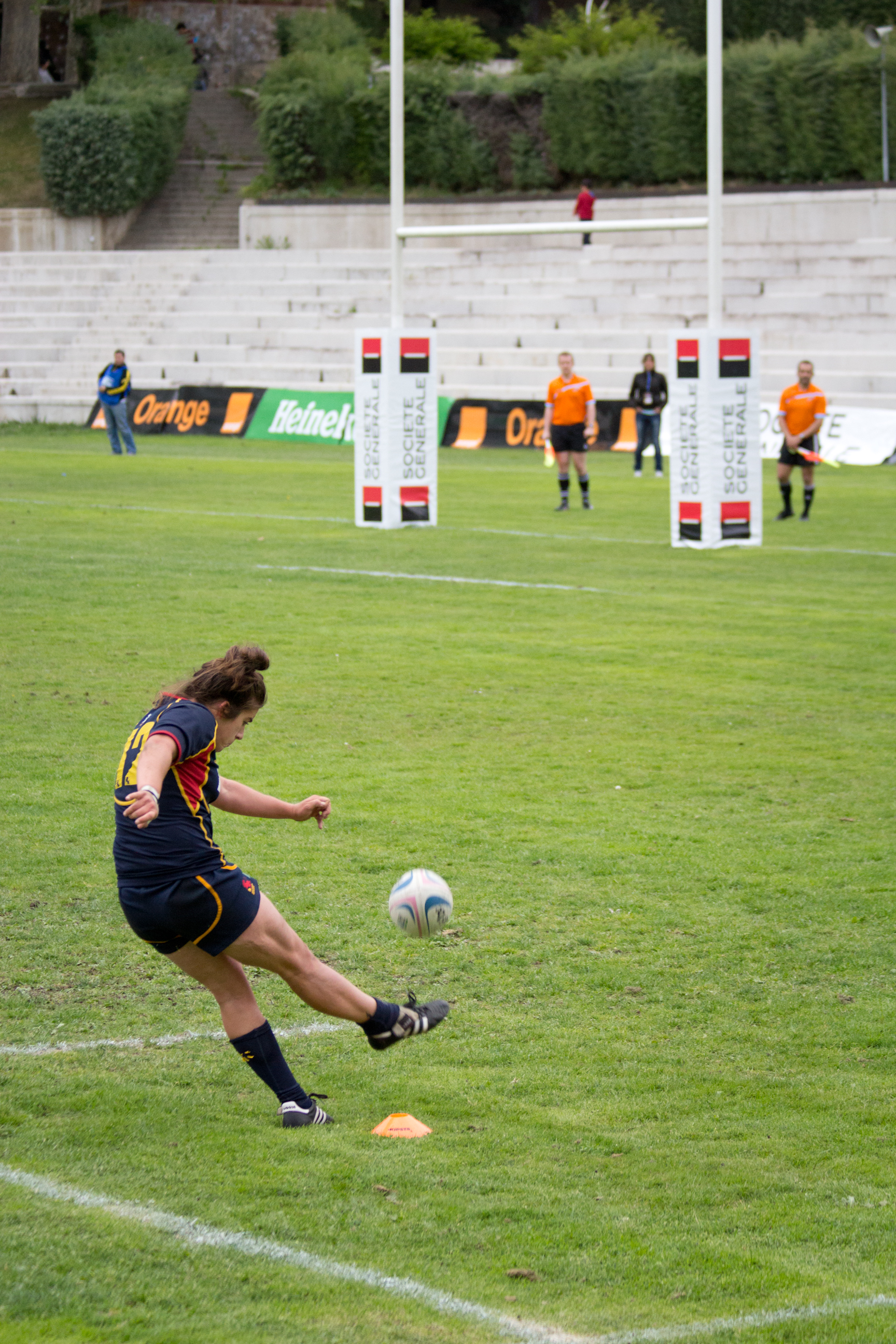
Een conversie

Als een rugbyspeler een try heeft gescoord geeft dat zijn team het recht om te proberen de bal tussen de palen en boven de lat van het doel te schoppen. Indien zulks lukt wordt dat in Nederland een conversie genoemd. Een try is 5 punten waard en de conversie 2.
De conversie dient te worden genomen op de lijn evenwijdig aan de zijlijn en die door het punt gaat waar de try is gescoord. 
In de Rugby Union-variant mag gekozen worden hoe de conversie genomen wordt, als dropkick of als een trap vanaf een bepaalde plaats.